# 光之filment
「光之filment」（光のフィルメント）是高垣彩陽的第2張單曲。於2010年11月17日由Music Ray'n發售。

## 概要
標題曲「光之filment」是電視動畫『傳說的勇者的傳說』採用的後期片尾曲。

## 收錄曲
1. 光のフィルメント [4:48]
作詞：riya、作曲・編曲：菊地創
  - 電視動畫『傳說的勇者的傳說』後期片尾曲
2. Be with you [4:27]
作詞：板橋カナオ・飯田清澄、作曲：飯田清澄、編曲：齋藤真也
3. Oh Happy Day [3:52]
作詞・作曲：Edwin Hawkins、編曲：齋藤真也

DVD（只限初回限定盤）
1. 光のフィルメント （Music Clip）

## 備註
1. ↑  . CDジャーナル (音楽出版社). 2010-09-17  [2011-05-06]. （原始内容存档于2010-09-19）.

## 外部連結
- Music Ray'n介紹網站
  - 初回限定盤（页面存档备份，存于）
  - 通常盤（页面存档备份，存于）